# عصب حرکتی
عصب حرکتی عصبی است که پیامهای حرکتی را از مغز و نخاع (CNS) به عضلات منتقل می‌کند. تفاوت عصب حرکتی با نورون حرکتی این است که شامل یک جسم سلولی نمی‌شود؛ در حالی که یک رگ عصب، شامل دسته ای از اعصاب حرکتی است. اعصاب حرکتی به‌عنوان وابران عمل می‌کنند، یعنی اطلاعات را از CNS به ماهیچه‌ها منتقل می‌کنند. اعصاب وابران همچنین می‌توانند به جای ماهیچه‌ها به غدد یا سایر اعضا و بافت‌ها متصل شوند؛ یعنی اعصاب حرکتی مساوی اعصاب وابران نیستند. اکثریت اعصاب تواماً دارای الیاف حسی و حرکتی هستند؛ زینرو اعصاب مختلط نامیده می‌شوند.

## حقایق
- عصب سیاتیک، بلندترین عصب حرکتی بدن است.
- نرون عصب سیاتیک، بزرگ‌ترین سلول بدن است.
- اعصاب حرکتی ممکن است به یک عضله ورزشی، عضله اسکلتی (مانند صورت)، عضلات صاف (مانند روده) و سایر بافت‌ها برسند.
- اعصاب حرکتی غالباً دارای کیسچه‌های استیل کولین هستند. یادآور می‌شویم که استیل کولین حین عمل لیزیک چشم برای تنگ کردن مردمک چشم بکار می‌رود.
- انتهای دسته اعصاب حرکتی دارای کیسچه‌های کلسیمی می‌باشد. غلظت بالای کلسیم خارج از اعصاب حرکتی پیش سیناپسی، اندازه پتانسیل‌های صفحه انتهایی (EPPs) را افزایش می‌دهد.

## انواع

### آلفا
مقصد نورون‌های حرکتی آلفا، تارهای عضلانی بیرون دوک عضلانی می باشد. این رشته‌های عصبی بیشترین قطر نورون‌های حرکتی را دارند و به بالاترین سرعت هدایت در بین سه نوع آن نیاز دارند.

### بتا
مقصد نورون‌های حرکتی بتا، تارهای عضلانی درون دوک عضلانی می باشد. این رشته‌های عصبی به عضلات کند می رسند.

### گاما
نورون‌های حرکتی گاما بر خلاف نورون های حرکتی آلفا، مستقیماً در انقباض عضلانی دخالت ندارند. اعصاب مرتبط با این نورون ها سیگنال هایی را ارسال نمی کنند که مستقیماً انقباض و انبساط عضلانی شوند. با این حال، این اعصاب در سفت نگه داشتن دوک عضلانی مهم هستند.

## مراجع
- Sherwood, L. (2001). Human Physiology: From Cells to Systems (4th ed.). Pacific Grove, CA: Brooks-Cole. ISBN 0-534-37254-6.
- Marieb, E. N. ; Mallatt, J. (1997). Human Anatomy (2nd ed.). Menlo Park, CA: Benjamin/Cummings. ISBN 0-8053-4068-8.